# Вест Логан (Западна Вирџинија)
Вест Логан (енгл. West Logan) град је у америчкој савезној држави Западна Вирџинија.

## Демографија
По попису из 2010. године број становника је 424, што је 6 (1,4%) становника више него 2000. године.
| Група             | 2000.       | 2010.       |
| Белци             | 406 (97,1%) | 413 (97,4%) |
| Афроамериканци    | 7 (1,7%)    | 1 (0,2%)    |
| Азијати           | 1 (0,2%)    | 4 (0,9%)    |
| Хиспаноамериканци | 0 (0,0%)    | 0 (0,0%)    |
| Укупно            | 418         | 424         |